# Uglata kornjača
Uglata kornjača (Chersina angulata) je kornjača duljine do 20 cm koja naseljava područja južne Afrike.
Ova vrsta ima visok, kupolast leđni oklop. Hrani se travom i kaktusima- zimi hibernira- a unatoč oklopu njome se hrane varani, mesojedni sisavci, čak i ptice grabljivice. Za razliku od drugih vrsta, mužjaci su nešto veći od ženki i na početku sezone parenja bore se sa suparnicima. Ženke polažu jedno ili, rjeđe, dva jaja.

## Drugi projekti
|  | Zajednički poslužitelj ima stranicu o temi Uglata kornjača    |
|  | Zajednički poslužitelj ima još gradiva o temi Uglata kornjača |
|  | Wikivrste imaju podatke o taksonu Uglatoj kornjači            |